# Cepu (distriktshuvudort i Indonesien)
Cepu är en distriktshuvudort i Indonesien.   Den ligger i provinsen Jawa Tengah, i den västra delen av landet, 500 km öster om huvudstaden Jakarta. Cepu ligger 36 meter över havet och antalet invånare är 55 055.
Terrängen runt Cepu är huvudsakligen platt, men norrut är den kuperad. Runt Cepu är det mycket tätbefolkat, med 1 135 invånare per kvadratkilometer. Det finns inga andra samhällen i närheten. Omgivningarna runt Cepu är en mosaik av jordbruksmark och naturlig växtlighet.